# 大窪光
大窪 光（おおくぼ ひかる、1987年12月21日 - ）は、日本の元ラグビーユニオン選手。

## プロフィール
- 福岡県京都郡出身。
- ポジションはロック(LO)。
- 身長 190cm、体重 110kg
- ニックネームはクボ、ツボ、ヒカル。
- U19日本代表に選ばれたことがある[1]。

## 来歴
13歳からラグビーを始めた。
2006年、近大附属高校卒業後、大東文化大学に入学する。なお近大附属高校時代、高校日本代表に選ばれたことがある。
2009年、大東文化大学ラグビー部の副将に就任した。
2010年、大東文化大学卒業後、神戸製鋼コベルコスティーラーズに加入。
2013年9月7日に行われたジャパンラグビートップリーグ第2節の九州電力キューデンヴォルテクス戦に先発出場で公式戦初出場を果たす。
2018年、現役を引退した。